# Lanco
Lanco es una comuna chilena ubicada en la Provincia de Valdivia, en la XIV Región de Los Ríos, en la zona sur de Chile. En la lengua mapuche (mapudungún) significa "aguas detenidas", "aguas tranquilas" o "aguas consumidas".
Se ubica hacia el norte de su capital regional y provincial — Valdivia, a una distancia de 70.2 km.

## Historia

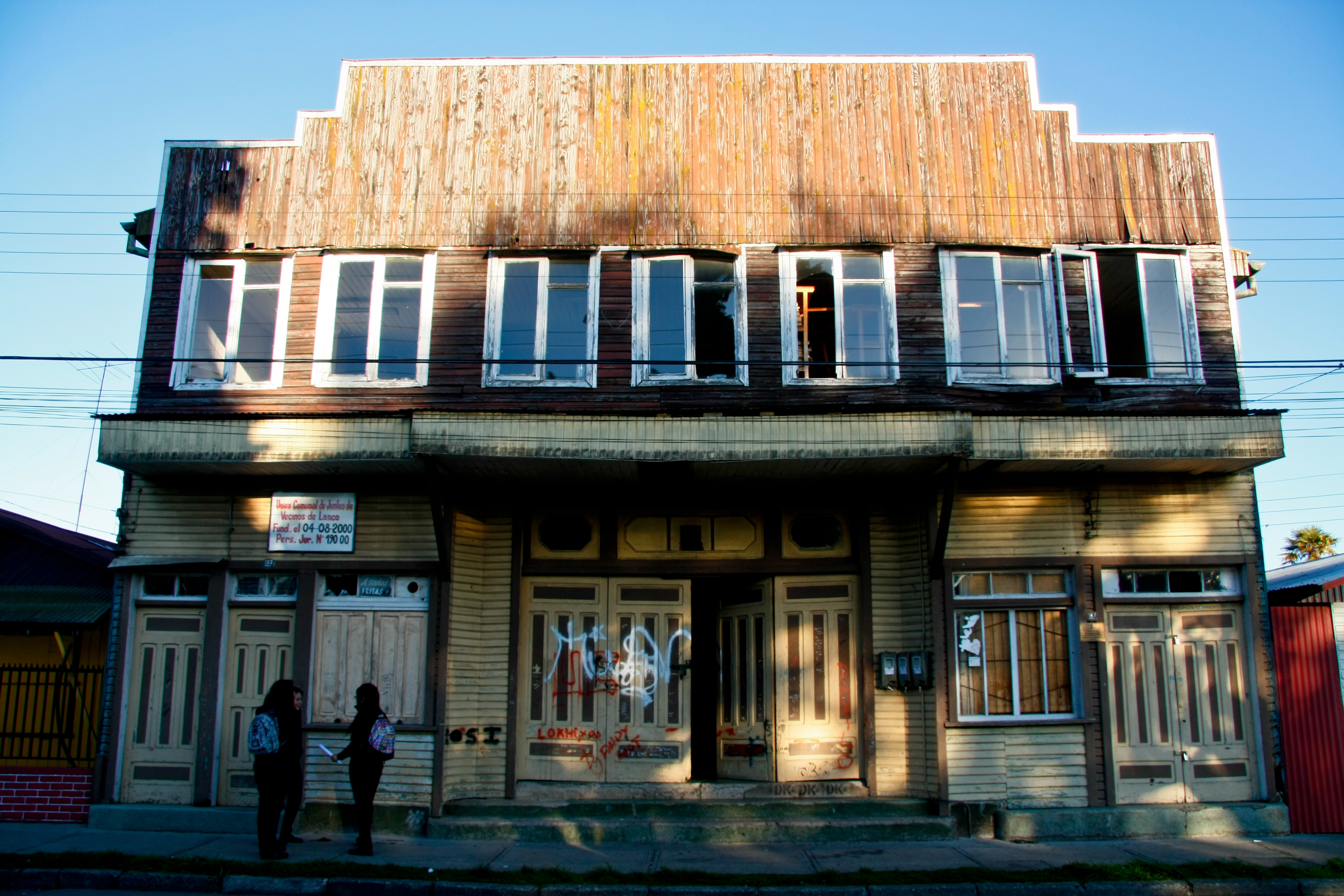
Fachada principal del Teatro Galia, Monumento Nacional de Chile.

Lanco fue creado con la llegada de los pioneros, con lo cual se fundó el primer caserío en lo que actualmente es Lanco Viejo. Posteriormente, este se trasladó a los terrenos aledaños a la estación ferroviaria desde donde comenzó su crecimiento y expansión.
La elaboración del primer plano de la ciudad es mérito del ingeniero Emiliano Corbeaux, y su diseño en terreno a Felipe Barthou Lapouplé y a Alberto Córdova Latorre.
El 28 de diciembre de 1917, en virtud del decreto 4.581, se le reconoció a Lanco la categoría de comuna separándose de la comuna de Mariquina gracias a las activas gestiones del diputado Luis Urrutia Ibáñez. De este modo, en marzo de 1918 se llevan a efecto las primeras elecciones a regidores. En esta primera votación resultó elegido Juan Ulloa Montecinos como primer alcalde de Lanco.
De acuerdo a lo que expresa el proyecto de división comunal, elaborado por la Inspección General Geográfica el 3 de noviembre de 1926: “Aunque la comuna de Lanco tiene menos de 30 mil pesos de entrada anual, hay conveniencia en mantenerla como comuna por ser difíciles los medios de locomoción en esa zona y que con el tiempo mejorará su situación económica”. Ante lo anterior se decide mantener la división comunal indicada en el decreto ley 803 que le asignó los siguientes límites: al norte el Departamento de Villarrica, al este con la frontera Argentina, al sur el río San Pedro, y al oeste el río Cruces. Posteriormente se redujo su antigua superficie ante la creación de la actual comuna de Panguipulli por el decreto ley de 1942.

## Medio ambiente

### Geomorfología y componentes abióticos

Trazado simplificado de los ecosistemas y cuerpos de agua presentes en la comuna de Lanco.

La comuna de Lanco se encuentra emplazada en las unidades geomorfológicas de Llanos de sedimentación fluvial o aluvional y Precordillera morrénica; y presenta según la clasificación climática de Köppen clima mediterráneo de lluvia invernal (Csb) y clima templado lluvioso con leve sequedad estival (Cfb (s)). Esta además se halla en la cuenca hidrográfica de río Valdivia. Además, la comuna posee diversos cuerpos de agua, entre los que se destacan el río Antilhue, río Cruces, río Iñaque y río Leufucade.

### Componentes bióticos
Dentro del territorio de la comuna se pueden hallar los siguientes ecosistemas:
- Bosque caducifolio templado donde predominan Nothofagus obliqua y Laurelia sempervirens (En peligro)
- Bosque laurifolio templado interior donde predominan Nothofagus dombeyi y Eucryphia cordifolia (Preocupación menor)

### Medidas de protección ambiental y conflictos socioambientales
Hasta 2022, la comuna de Lanco no cuenta con áreas territoriales destinadas a la protección ambiental.

## Administración

### Municipalidad
El actual Alcalde de Lanco es Juan Rocha Aguilera, perteneciente al Partido Socialista de Chile; mientras que el Concejo Municipal está compuesto por los siguientes miembros:
- Juan Eugenio Santana Paredes del Partido Regionalista Independiente Demócrata.
- César Antonio Troncoso Conejeros de Renovación Nacional.
- Eduardo Uribe Campos de Renovación Nacional.
- Rosendo Lino Manqui Millanao de Renovación Nacional.
- Mónica Gloria Patiño Fernández del Partido Socialista de Chile.
- Pamela Andrea Ramírez Valenzuela, independiente afiliada a Unidos Por la Dignidad.

### Representación parlamentaria
Los Senadores que representan la Circunscripción XII son María José Gatica Bertín de Renovación Nacional, Alfonso de Urresti Longton del Partido Socialista de Chile e Iván Flores García del Partido Demócrata Cristiano.
Mientras que los Diputados representantes del Distrito 24 son Gastón Von Muhlenbrock Zamora de la Unión Demócrata Independiente, Bernardo José Berger Fett, independiente afiliado a Renovación Nacional (RN), Marcos Ilabaca Cerda del Partido Socialista de Chile, Ana María Bravo Castro del Partido Socialista de Chile y Patricio Eduardo Rosas Barrientos, independiente afiliado a Convergencia social.

## Economía
En 2018, la cantidad de empresas registradas en Lanco fue de 279. El Índice de Complejidad Económica (ECI) en el mismo año fue de -0,44, mientras que las actividades económicas con mayor índice de Ventaja Comparativa Revelada (RCA) fueron Otras Actividades de Manejo de Desperdicios (68,15), Cultivos Frutales en Árboles con Ciclo de Vida Mayor a una Temporada (62,12) y Extracción de Piedra, Arena y Arcilla (33,61).

### Puerto Seco
Se denomina a Lanco Puerto Seco por sus cualidades estratégicas de ubicación para satisfacer las necesidades almacenamiento de madera y ganado para su posterior distribución. El gran auge de la madera y la explotación de bosques para la fabricación de durmientes para la construcción de líneas férreas se transformó en uno de los principales motores económicos de la creciente comuna.
Poco más tarde, en la década del ´30 llega a Lanco don Pedro Salvadores, quien abrió una de las primeras empresas dedicadas al rubro maderero iniciando la época de auge de Lanco, durante la cual fue denominado “Puerto Seco”.
Además de las empresas madereras, se comienzan a desarrollar otras actividades del rubro agrícola como los molinos de trigo, famosos a mediados de siglo. También, venían hasta Lanco desde rutas interiores flujos desde y hacia las minas Madre de Dios, Troltrohue y Hueima. 
En los años 1950 se inician los trabajos en el ferrocarril entre Lanco y Panguipulli, el que tuvo poco éxito, ya que la idea era evacuar por esta vía toda la producción maderera de Panguipulli la que finalmente era sacada por vía fluvial a través del río San Pedro hasta Valdivia. 

## Hijos Ilustres
- Joel Alvares, periodista, conductor, presentador y locutor de radio y televisión
- Raúl Matas, periodista, conductor, presentador y locutor de radio y televisión
- Pedro, Álvaro y Luis Salvadores Salvi, baloncestistas.
- Juan Carlos Loaiza Mc-Leod, 9 veces campeón nacional de rodeo.
- Sor María Irngar, Hermana franciscana, fundadora del parvulario Santa Inés.
- Padre Emilio Tiggelberck, excura párroco.
- Manuel Jaramillo, primer presidente del Cuerpo de Bomberos de la Provincia de Valdivia.
- Marcelo Schilling, exsubsecretario de Desarrollo Regional.
- Gerónimo Monsalve, regidor.
- Gabriel Vallette, alcalde y Regidor
- Enrique Caro, regidor, profesor, escritor y compositor.
- Eulalio Andrade, primer presidente Junta de Vecinos Malalhue.
- Pía Miño Pinto y Nicolás Urra Zapata vicecampeones nacionales de cueca adolescente 2009.
- Felipe Barthou Lapouplé y Alberto Córdova Latorre, grandes impulsores de proyectos para la infancia.
- Juan Salvadores, futbolista.
- Luis Cuvertino Gómez, destacado político, perteneciente al Partido Socialista de Chile. Primer Gobernador Regional elegido democráticamente en la Región de los Ríos.

## Cultura
En lo cultural y religioso destacan las Hermanas Franciscanas que llegaron a inicios de siglo a establecerse a la localidad de Purulón, dedicándose desde esa época a satisfacer las necesidades espirituales y educativas de la comuna.

## Deportes
Lanco ha dado una serie de deportistas a Chile. Destacan los baloncestistas Pedro, Luis y Álvaro Salvadores y el futbolista Juan Salvadores. El deportista más exitoso es Juan Carlos Loaiza, jinete de rodeo que ha sido 9 veces campeón de Chile.

## Medios de comunicación
En Lanco nació uno de los más grandes comunicadores de la radio y televisión chilena y también de Hispanoamérica: Raúl Matas, llamado «El Maestro». Fue periodista, conductor, presentador y locutor chileno de radio y televisión. Su carrera de 64 años se desarrolló en Chile, Estados Unidos, España y Argentina. Uno de los personajes más importantes en la historia de las comunicaciones en Chile.
En Lanco existen 5 radios 1 una Canal de Televisión: Radio Lanco FM 104.3, Radio Fraterna FM 106.3 , Radio FM Pulso FM 93.3 Radio Ritmo FM 103.1 y Radio Portal FM 100.3 en la localidad de Malalhue Lanco Televisión por diferentes cable operadores del país.

### Radioemisoras
FM
- 93.3 MHz - Radio Pulso FM
- 96.7 MHz - Corporación
- 97.7 MHz - Radio Armonía
- 100.3 MHz - Portal Radio
- 103.1 MHz - La sabrosita FM
- 104.3 MHz - Lanco FM
- 106.3 MHz - Fraterna

### Canales de Televisión
TDT:
Lanco y Malalhue poseen tres canales nacionales de televisión digital abierta (TVN, Chilevisión y Canal 13)
4.1 - Chilevisión
4.2 - UChile TV
7.1 - TVN
7.2 - NTV
11.1 - Canal 13
11.2 - T13 En Vivo
- Cable Operadores - Lanco Televisión